# Henry Bagenal
Señor Henry Bagenal PC (c. 1556 – 14 de agosto de 1598) fue mariscal del ejército en Irlanda durante el reinado de Reina Isabel I.

## Vida
Era el hijo mayor de Nicholas Bagenal y Eleanor Griffith, hija de Sir Edward Griffith de Penrhyn. Su hermano era Dudley Bagenal. Bagenal probablemente se matriculó en el Jesus College, Oxford a los 16 (en 1572 o 1573), pero abandonó sin obtener un título para unirse a su padre Sir Nicholas, entonces mariscal del ejército en Irlanda. En mayo de 1577, Sir Nicholas fue nombrado comisario jefe del Úlster, con Henry como su ayudante.  Bagenal fue armado caballero en 1578. Estuvo presente Glenmalure el 25 de agosto de 1580 cuando Lord Grey dirigió las tropas (con Bagenal formando en la retaguardia) a la batalla contra Fiach McHugh O'Byrne y James Eustace, Vizconde Baltinglass en las montañas de Wicklow. En 1584, Bagenal era coronel de la guarnición de Carrickfergus cuando 1,300 escoceses mandados por Sorley Boy MacDonnell desembarcaron en Rathlin Island. Bagenal atacó pero fue emboscado en Glenarm y tuvo que retroceder.
En mayo de 1586, Bagenal fue enviado por su padre a la corte para informar de la situación. Buscaba formas de debilitar a Hugh O'Neill, Conde de Tyrone, para lo que pedía reforzar la función del mariscal, y la creación de presidencia en Úlster con una sala de condado y prisión para dispensar justicia real. Durante su visita, escribió a Edward Manners, conde de Rutland (pariente de su mujer) el 16 de septiembre de 1586 para preguntar si tenía algún burgo parlamentario de sobra; fue elegido MP para Grantham y Anglesey y escogió el último. Regresó a Irlanda en septiembre de 1587 como lugarteniente de su padre, al que sucedió como mariscal del ejército en Irlanda y comisario jefe para Úlster en octubre de 1590, y juró ante el Consejo privado. Sus propuestas no fueron aceptadas, ya que se había optado por un intento conciliador con O'Neill. Para disgusto de Bagenal, O'Neill pidió la mano de su hermana Mabel en matrimonio; Bagenal se negó pero ambos se fugaron.
En mayo de 1595, Bagenal marchaba al frente de un ejército de 1,750 para aliviar a la guarnición de Monaghan. Sus fuerzas fueron atacadas por O'Neill y las pérdidas fueron elevadas. Bagenal tuvo que retirarse a Newry y tuvo que ser reabastecido por mar cuando O'Neill bloqueó el Moyry Pass. Bagenal consiguió reabastecer la guarnición de Armagh en diciembre de 1598 y junio de 1597, pero tuvo más problemas para abastecer un fuerte en el Blackwater. En un intento por conseguirlo, fue mortalmente herido por las fuerzas de O'Neill durante la Batalla de Yellow Ford.

## Familia
Se casó con Eleanor Savage, hija de Sir John Savage y Elizabeth Manners, hija de Thomas Manners, I conde de Rutland. Tuvieron tres hijos y seis hijas. La línea principal de los Bagenal se extinguió en 1712 con la muerte de Nicholas Bagenal; la rama cadete se sobrevivió más tiempo en Carlow, donde fundó Bagenalstown.